# Rhaebo nasicus
Espèce
Synonymes
- Bufo nasicus Werner, 1903

Statut de conservation UICN

 LC  : Préoccupation mineure
Rhaebo nasicus est une espèce d'amphibiens de la famille des Bufonidae.

## Répartition
Cette espèce se rencontre entre 500 et 1 350 m d'altitude :
- dans l'est du Venezuela dans l'État de Bolivar ;
- au Nord-Ouest du Guyana.

Sa présence est incertaine au Brésil.

## Publication originale
- Werner, 1903 : Neue Reptilien und Batrachier aus dem naturhistorischen Museum in Brüssel. Zoologischer Anzeiger, vol. 26, p. 246-253 (texte intégral).